# Приморское Огове
Приморское Огове (фр. Ogooué-Maritime) — провинция на западе Габона. Административный центр — город Порт-Жантиль.

## География
Площадь составляет 22 890 км².
Граничит на севере с провинцией Эстуарий, на востоке с провинциями Среднее Огове и Нгуние, на юге с провинцией Ньянга. На западе провинция омывается водами Гвинейского залива Атлантического океана.

## Население
По данным на 2013 год численность населения составляет 157 562 человек.
Динамика численности населения провинции по годам:
| 1993   | 2013    |
| ------ | ------- |
| 97 913 | 157 562 |

## Департаменты
В административном отношении провинция подразделяется на 3 департамента:

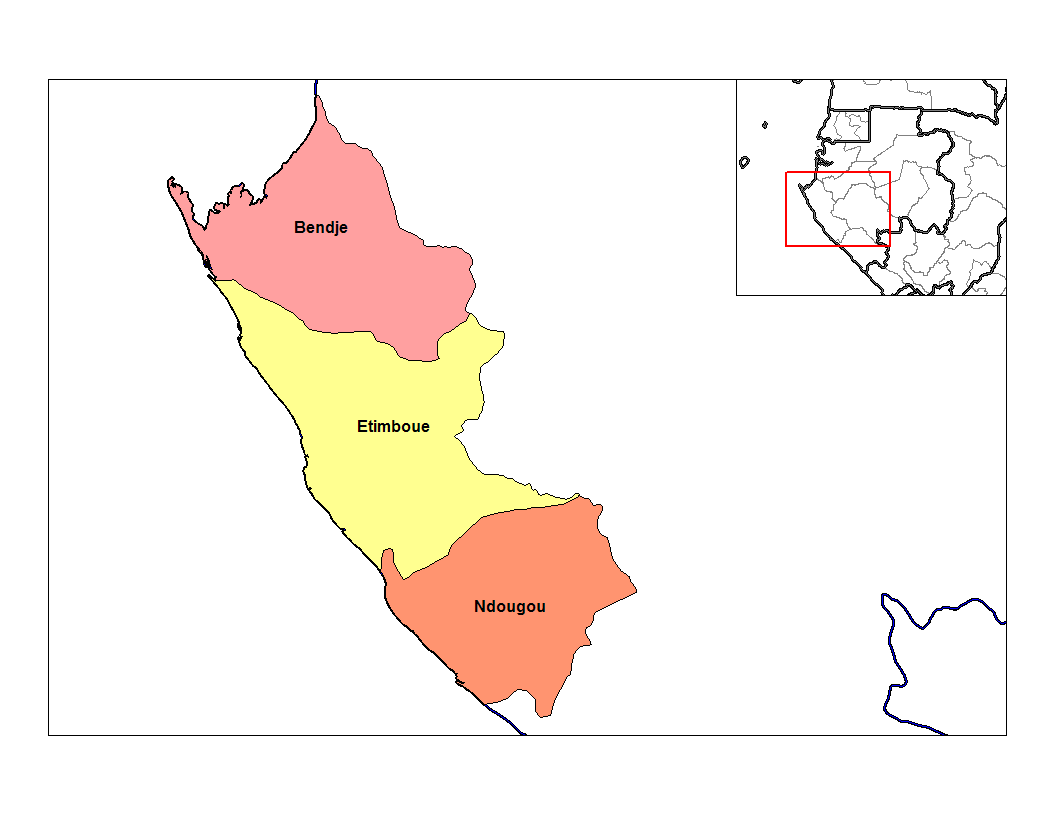
Департаменты Приморского Огове

- Бендже (адм. центр — Порт-Жантиль) (Bendjé)
- Этимбуэ (адм. центр — Омбуэ) (Etimboué)
- Ндугу (адм. центр — Гамба) (Ndougou)